# Степанівка (Березівський район)
Степа́нівка — село Березівської міської громади у Березівському районі Одеської області в Україні. Населення становить 332 осіб.

## Населення
Згідно з переписом 1989 року населення села, яке тоді входило до складу Вікторівської сільської ради, становило 347 осіб, з яких 159 чоловіків та 188 жінок.
За переписом населення 2001 року в селі мешкали 332 особи.

### Мова
Розподіл населення за рідною мовою за даними перепису 2001 року:
| Мова       | Чисельність | Відсоток |
| ---------- | ----------- | -------- |
| українська | 306         | 92,17%   |
| вірменська | 7           | 2,11%    |
| російська  | 6           | 1,81%    |
| румунська  | 5           | 1,51%    |
| циганська  | 4           | 1,20%    |
| білоруська | 2           | 0,60%    |
| болгарська | 2           | 0,60%    |
| Усього     | 332         | 100%     |